# ألبرت هوفمان
ألبرت هوفمان(11 يناير 1906 - 29 أبريل 2008) هو عالم سويسري معروف لكونه أول شخص يقوم بتوليف، استيعاب، وتعلم الآثار المخدرة ثنائي إيثيل أميد حمض الليسرجيك.
وقد ألف أكثر من 100 مقال علمي والعديد من الكتب، بما في ذلك
في عام 2007، شارك المرتبة الأولى، جنبا إلى جنب مع تيم بيرنرز لي، في قائمة أعظم مائة عبقري، التي نشرتها صحيفة تلغراف.

## الحياة والوظيفة
وُلد هوفمان في بادن، سويسرا، الابن الأول من أربعة أبناء لصانع الآلات أدولف هوفمان وزوجته إليزابيث (اسمها قبل الزواج إليزابيث شنك). وبسبب انخفاض دخل والده، تكفَّل عرَّاب ألبرت بدفع مصاريف تعليمه. عندما أصبح والده مريضاً، حصل هوفمان على منصب كمتدرب تجاري بالتوافق مع دراسته. في سن العشرين، بدأ هوفمان درجة الكيمياء في جامعة زيورخ، والتي أنهاها بعد ثلاث سنوات، في عام 1929. وكان اهتمامه الرئيسي هو كيمياء النباتات والحيوانات، ثم أجرى بحثاً هاماً حول التركيب الكيميائي للمادة الحيوانية المشتركة كايتين، التي حصل على الدكتوراه، مع تميز، في ربيع عام 1929.
وفيما يتعلق بقراره مواصلة مهنته ككيميائي، قدم هوفمان نظرة ثاقبة خلال كلمة ألقاها في مؤتمر الوعي العالمي لعام 1996 في هايدلبرغ بألمانيا:
«غالبا ما يسأل المرء عن الأدوار التي يلعبها التخطيط والحظ في تحقيق أهم الأحداث في حياتنا. [...] هذا القرار [الوظيفي] لم يكن سهلاً بالنسبة لي. كنت قد اتخذت بالفعل امتحان البطين اللاتينية، وبالتالي مهنة في العلوم الإنسانية وقفت على رأسها في المقدمة. وعلاوة على ذلك، كانت مهنة فنية مغرية. ومع ذلك، في النهاية، كانت مشكلة المعرفة النظرية التي دفعتني لدراسة الكيمياء، والتي كانت مفاجأة كبيرة لجميع الذين عرفوا لي. وقد أثارت التجارب الصوفية في مرحلة الطفولة، التي تغيرت فيها الطبيعة بطرق سحرية، أسئلة تتعلق بجوهر العالم الخارجي المادي، والكيمياء هي المجال العلمي الذي قد يلقي نظرة على ذلك.»

### سنواته الأخيرة
في مقابلة أجريت مع هوفمان قبل عيد ميلاده المائة بوقتٍ قصير، والتي سميت ب"دواء الروح" وقد انزعج هوفمان كثيراً نتيجة منع المقابلة على مستوى العالم. وقال هوفمان بأنه تم استخدام ثنائي إيثيل أميد حمض الليسرجيك بنجاح كبير لمدة عشر سنوات في التحليل النفسي " مضيفاً إلى أنه تم إساءة استخدام العقار من قبل الثقافة المضادة في 1960s، ومن ثمَّ انتُقد بشكل غير عادل من قبل المؤسسة السياسية اليوم. واعترف بأنه يمكن أن يكون خطراً إذا ما أسيء استخدامه، لأن جرعة عالية نسبيا من 500 ميكروغرام سيكون لها تأثير نفساني قوي للغاية، وخاصة إذا أعطيت لمستخدم لأول مرة دون إشراف كاف.
في ديسمبر 2007، سمحت السلطات الطبية السويسرية للمعالج النفسي بيتر جاسر بإجراء تجارب العلاج النفسي مع المرضى الذين يعانون من سرطان المرحلة النهائية والأمراض القاتلة الأخرى. وبانتهاء تلك التجارب في عام 2011، فإنها تمثل أول دراسة للآثار العلاجية ل على البشر على مدار 35 عاماً، كما ركزت دراسات أخرى على آثار المخدرات على الوعي والجسم. أشاد هوفمان بالدراسة، واستمر يقول أنه يعتقد في الفوائد العلاجية لسد.في عام 2008، كتب هوفمان إلى ستيف جوبز، وطلب منه دعم هذا البحث ولكنه ليس معروفاً إذا ما كان جوبز قد استجاب.وقد دعمت الجمعية متعددة التخصصات للدراسات (مابس).

### التخلص من أوراق هوفمان
بعد تقاعده من ساندوز في عام 1971، سمح لهوفمان بأن يأخذ أوراقه وأبحاثه المنزل. وقدم أرشيفه إلى مؤسسة ألبرت هوفمان، وهي مؤسسة غير ربحية مقرها لوس أنجليس، ولكن الوثائق ظلت مهملة لسنوات. وأرسلت المحفوظات إلى منطقة سان فرانسيسكو في عام 2002 لترقمنتها، ولكن هذه العملية لم تكتمل أبدا. وفي عام 2013، أرسلت المحفوظات إلى معهد التاريخ الطبي في برن، سويسرا، حيث يجري تنظيمها حالياً.

## موته
توفي هوفمان إثر أزمة قلبية في 29 أبريل 2008، محاطاً بالعديد من الأحفاد وأبناء الأحفاد. وقام هو وزوجته، أنيتا، التي توفيت في عام 2007، معاً بتربية أربعة أبناء.

## الأوسمة والجوائز
كُرِّم هوفمان من قبل المعهد الفيدرالي السويسري للتكنولوجيا (ETH زيورخ) بمنحه لقب.D.Sc (نوريس كوسا) في عام 1969 جنباً إلى جنب مع غوستاف غوانيلا، شقيق زوجته. وفي عام 1971 منحته الجمعية الصيدلانية السويدية (Sveriges Farmacevtförbund) جائزة شيل، التي تحتفل بمهارات وإنجازات الكيميائي والصيدلي السويدي كارل فيلهلم شيل.

## وصلات خارجية
- ألبرت هوفمان على موقع IMDb (الإنجليزية)
- ألبرت هوفمان على موقع الموسوعة البريطانية (الإنجليزية)
- ألبرت هوفمان على موقع مونزينجر (الألمانية)
- ألبرت هوفمان على موقع ألو سيني (الفرنسية)
- ألبرت هوفمان على موقع ميوزك برينز (الإنجليزية)
- ألبرت هوفمان على موقع إن إن دي بي (الإنجليزية)
- ألبرت هوفمان على موقع ديسكوغز (الإنجليزية)
- ألبرت هوفمان على موقع قاعدة بيانات الفيلم (الإنجليزية)
- ألبرت هوفمان على موقع كينوبويسك (الروسية)